# لی یینگ (بازیکن فوتبال، زاده ۱۹۹۳)
لی یینگ (انگلیسی: Li Ying؛ زادهٔ ۷ ژانویهٔ ۱۹۹۳) بازیکن فوتبال اهل چین است.
وی همچنین در تیم‌های ملی فوتبال China women's national under-20 football team و زنان چین بازی کرده‌است.